# Idaea ascepta
Idaea ascepta är en fjärilsart som beskrevs av Louis Beethoven Prout 1915. Idaea ascepta ingår i släktet Idaea och familjen mätare. Inga underarter finns listade i Catalogue of Life.